# Вебплатформа
Вебплатформа — це сукупність технологій, що розроблені як відкриті стандарти Концорціумом Всесвітнього павутиння (W3C) та іншими органами стандартизації: WHATWG, Unicode Consortium, IETF і Ecma International. Це гіперонім, що був введений W3C, і в 2011 році він був визначений CEO W3C Джеффом Яффе як «платформа для інновацій, консолідації та економічної ефективності». Створення стандартів з урахуванням The evergreen Web [Архівовано 10 липня 2020 у Wayback Machine.] (де мають місце швидкість, автоматизоване оновлення ПЗ, співпраця вендорів, стандартизація і конкуренція) дозволило додати нові можливості при вирішенні ризиків щодо безпеки та конфіденційності.
Вебплатформа включає в себе технології — комп'ютерні мови та API, які спочатку були створені для публікації вебсторінок. До неї входять HTML, CSS 2.1, CSS, SVG, MathML, WAI-ARIA, ECMAScript, WebGL, Web Storage, Indexed Database API, Web Components, WebAssembly, Web Workers, WebSocket, Geolocation API, Server-Sent Events, DOM Events, Media Fragments, XMLHttpRequest, Cross-Origin Resource Sharing (CORS), File API, RDFa, WOFF, HTTP, TLS 1.2, and IRI.